# Prunus podperae
Prunus podperae är en rosväxtart som beskrevs av Náb.. Prunus podperae ingår i släktet prunusar, och familjen rosväxter. Inga underarter finns listade i Catalogue of Life.